# Robert Helenius
Robert Gabriel Helenius (* 2. Januar 1984 in Stockholm, Schweden) ist ein finnischer Profiboxer und ehemaliger zweifacher EBU-Europameister im Schwergewicht. 2011 wurde er vom Ring Magazine auf Platz 3 der Weltrangliste im Schwergewicht geführt.

## Amateurlaufbahn
Helenius wurde in Schweden als Sohn eines Boxtrainers geboren, kam jedoch im Alter von zwei Jahren mit seiner Familie nach Finnland. Er begann im Alter von fünf Jahren erste Erfahrungen im Boxsport zu sammeln und trainierte ab seinem 14. Lebensjahr im 1992 gegründeten Boxsport-Verein Porvoon Nyrkkeilyseura im finnischen Porvoo. Im Nachwuchsbereich gewann er jeweils eine Bronzemedaille bei der Kadetten-Europameisterschaft 2000 in Athen und der Junioren-Europameisterschaft 2001 in Sarajevo, zudem war er Viertelfinalist der Junioren-Weltmeisterschaft 2002 in Santiago de Cuba.
Bei den Erwachsenen wurde er 2003, 2004, 2005 und 2007 jeweils Finnischer Meister im Superschwergewicht, war 2004 Viertelfinalist der Militärweltspiele in Catania und nahm an der Weltmeisterschaft 2005 in Mianyang teil, wo er David Price besiegte, aber im Achtelfinale gegen Rustam Saidov ausschied.
Sein größter Erfolg war der Gewinn der Silbermedaille im Superschwergewicht bei der Europameisterschaft 2006 in Plowdiw, als er mit jeweils vorzeitigen Siegen gegen Bogdan Dinu, Mohamed Samoudi und Kurban Günebakan das Finale erreicht hatte und dort nach Punkten gegen Islam Timursijew unterlegen war. Er wurde daraufhin vom Sportdirektor des deutschen Boxstalls Sauerland, Hagen Döring, nach Deutschland geholt, wo er fortan für den Berliner Club Hertha BSC in der Bundesliga boxte.
2008 versuchte er sich bei den europäischen Olympia-Qualifikations-Turnieren in Pescara bzw. Athen für die Olympischen Sommerspiele 2008 zu qualifizieren, scheiterte in den Turnieren jedoch in der Vorrunde gegen David Arshba (Pescara) und im Viertelfinale gegen Jaroslavas Jakšto (Athen).

### Auswahl internationaler Turnierergebnisse
- April 2007: 1. Platz beim Gee-Bee Tournament in Finnland[16]
- Juni 2006: 3. Platz beim Minsk Tournament in Belarus[17]
- Oktober 2005: 1. Platz beim Tammer-Tournament in Finnland[18]
- April 2005: 2. Platz beim Gee-Bee Tournament in Finnland[19]
- Oktober 2004: 3. Platz beim Tammer-Tournament in Finnland[20]
- Oktober 2003: 2. Platz beim Tammer-Tournament in Finnland[21]
- Oktober 2002: 1. Platz beim Tammer-Tournament in Finnland[22]
- April 2002: 1. Platz beim Gee-Bee Tournament in Finnland[23]
- April 2001: 2. Platz beim Gee-Bee Tournament in Finnland[24]

## Profikarriere
Nach dem Scheitern in der Olympiaqualifikation wurde Helenius nach rund 200 Amateurkämpfen beim Sauerland-Boxstall Profi und wurde von Ulli Wegner trainiert. Sein Debüt gewann er am 17. Mai 2008 in Bayreuth durch TKO in der ersten Runde gegen den Deutschen Gene Pukall (Kampfbilanz: 14-11). Bis 2010 gewann er jeden seiner 12 Kämpfe, 7 davon vorzeitig. Er schlug dabei unter anderem Özcan Çetinkaya (15-4), den ehemaligen Britischen Meister Scott Gammer (18-3), den Ukrainer Taras Bidenko (26-3), den ehemaligen WBO-Weltmeister Lamon Brewster (35-5) und Gbenga Oluokun (17-3).
Am 21. August 2010 gewann er in Erfurt den EU-Titel der EBU durch einen TKO-Sieg in der sechsten Runde gegen den Franzosen Gregory Tony (12-0), am 27. November 2010 in Helsinki den Interkontinentalen Meistertitel der WBO durch einen TKO-Sieg in der zweiten Runde gegen den Schweden Attila Levin (34-3) und am 2. April 2011 in Halle (Saale) zusätzlich den Interkontinentalen Meistertitel der WBA durch einen K.-o.-Sieg in der neunten Runde gegen den ehemaligen WBC-Weltmeister Samuel Peter (34-4).
Die beiden Interkontinentalen Meistertitel verteidigte er 2011 durch TKO in der neunten Runde gegen den ehemaligen WBO-Weltmeister Sjarhej Ljachowitsch (25-3) und nach Punkten gegen Derek Chisora (15-1). Durch den Sieg gegen Chisora wurde er auch EBU-Europameister.
Aufgrund einer Schulterverletzung mit anschließender Operation musste Helenius rund ein Jahr lang pausieren. Er boxte erst wieder im November 2012 und siegte einstimmig gegen den US-Veteranen Sherman Williams (35-11), sowie im März 2013 ebenfalls einstimmig gegen den erfahrenen Briten Michael Sprott (37-19).
Im Anschluss musste Helenius aufgrund von Verletzungen und einem Vertragsstreit mit Sauerland, wobei der Finne im Februar 2015 ein Ende der Zusammenarbeit bekanntgab, erneut pausieren. Sein Comeback gab er erst fast zwei Jahre später, im März 2015, und gewann zwei Aufbaukämpfe, ehe er am 19. Dezember 2015 in Helsinki den Deutschen Franz Rill (11-0) einstimmig nach Punkten bezwang. Er wurde dadurch erneut EBU-Europameister sowie Internationaler Meister der IBF.
Seinen nächsten Kampf bestritt er am 2. April 2016 in Helsinki gegen den Franzosen Johann Duhaupas (33-3) und verlor durch K. o. in der sechsten Runde. Nach drei folgenden Aufbausiegen verlor er auch am 28. Oktober 2017 in Cardiff nach Punkten gegen Dillian Whyte (21-1).
Am 29. September 2018 schlug er in Waldenbuch den Ex-Europameister Erkan Teper (19-2) durch K. o. in der achten Runde, verlor jedoch seinen nächsten Kampf am 13. Juli 2019 in Minneapolis selbst durch K. o. in der achten Runde gegen Gerald Washington (19-3).
Im März 2020 siegte er in Brooklyn durch TKO in der vierten Runde gegen Adam Kownacki (20-0) und gewann auch den Rückkampf im Oktober 2021 durch TKO in Runde 6. Aufgrund dieser Erfolge konnte er am 15. Oktober 2022 in Brooklyn auch gegen Deontay Wilder (42-2) boxen, verlor dabei jedoch durch K. o. in der ersten Runde.
Am 12. August 2023 verlor er durch K. o. in der siebten Runde gegen Anthony Joshua (25-3). Einen Tag zuvor hatte Helenius eine positive Dopingprobe abgegeben. Er bestreitet die Einnahme von leistungssteigernden Mittel.

## Liste der Profikämpfe
| 32 Siege (21 K.o.-Siege), 5 Niederlagen (3 K.o.-Niederlage), 0 Unentschieden |               |                                                      |                                                                                           |                                           |
| Jahr                                                                         | Tag           | Ort                                                  | Gegner                                                                                    | Ergebnis für Helenius                     |
| 2008                                                                         | 17. Mai       | Oberfrankenhalle, Bayreuth, Deutschland              | Gene Pukall                                                                               | Sieg / TKO 1. Runde                       |
| 2008                                                                         | 7. Juni       | Mellringehallen, Örebro, Schweden                    | David Vicena                                                                              | Punktsieg (einstimmig) / 4 Runden         |
| 2008                                                                         | 5. September  | Nojesfabriken, Karlstad, Schweden                    | Ergin Solmaz                                                                              | Punktsieg (einstimmig) / 4 Runden         |
| 2008                                                                         | 8. November   | Jako-Arena, Bamberg, Deutschland                     | Nikola Vujasinović                                                                        | Punktsieg (einstimmig) / 4 Runden         |
| 2008                                                                         | 28. November  | Hartwall Areena, Helsinki, Finnland                  | Remigijus Žiaušys                                                                         | Punktsieg (einstimmig) / 6 Runden         |
| 2009                                                                         | 28. Februar   | Jahnsportforum, Neubrandenburg, Deutschland          | Enrico Garmendia                                                                          | Sieg / TKO 6. Runde                       |
| 2009                                                                         | 9. Mai        | Jako-Arena, Bamberg, Deutschland                     | Özcan Çetinkaya                                                                           | Sieg / TKO 2. Runde                       |
| 2009                                                                         | 30. Mai       | Hartwall Areena, Helsinki, Finnland                  | Scott Gammer                                                                              | Sieg / KO 6. Runde                        |
| 2009                                                                         | 29. August    | Gerry-Weber-Stadion, Halle (Westf.), Deutschland     | Serdar Uysal                                                                              | Sieg / KO 6. Runde                        |
| 2009                                                                         | 7. November   | Arena Nürnberger Versicherung, Nürnberg, Deutschland | Taras Bidenko                                                                             | Sieg / Aufgabe 3. Runde                   |
| 2010                                                                         | 30. Januar    | Jahnsportforum, Neubrandenburg, Deutschland          | Lamon Brewster                                                                            | Sieg / TKO 8. Runde                       |
| 2010                                                                         | 26. März      | Toolon Kisahalli, Helsinki, Finnland                 | Gbenga Oloukun                                                                            | Punktsieg (einstimmig) / 8 Runden         |
| 2010                                                                         | 21. August    | Erfurter Messe, Erfurt, Deutschland                  | Gregory Tony vakante EBU-Europameisterschaft                                              | Sieg / TKO 6. Runde                       |
| 2010                                                                         | 27. November  | Hartwall Areena, Helsinki, Finnland                  | Attila Levin EBU-Titelverteidigung vakante WBO-Intercontinental-Weltmeisterschaft         | Sieg / TKO 2. Runde                       |
| 2011                                                                         | 2. April      | Gerry-Weber-Stadion, Halle (Westf.), Deutschland     | Samuel Peter WBO/WBA-Intercontinental-Titelvereinigung                                    | Sieg / KO 9. Runde                        |
| 2011                                                                         | 27. August    | Erfurter Messe, Erfurt, Deutschland                  | Sjarhej Ljachowitsch WBO/WBA-Intercontinental-Titelverteidigung                           | Sieg / TKO 9. Runde                       |
| 2011                                                                         | 3. Dezember   | Hartwall Arena, Helsinki, Finnland                   | Dereck Chisora vakante EBU-Europameisterschaft WBO/WBA-Intercontinental-Titelverteidigung | Punktsieg (mehrstimmig) / 12 Runden       |
| 2012                                                                         | 10. November  | Helsingin Jäähälli, Helsinki, Finnland               | Sherman Williams                                                                          | Punktsieg (einstimmig) / 10 Runden        |
| 2013                                                                         | 23. März      | GETEC Arena, Magdeburg, Deutschland                  | Michael Sprott                                                                            | Punktsieg (einstimmig) / 10 Runden        |
| 2015                                                                         | 22. März      | Tondiraba Ice Hall, Tallinn, Estland                 | András Csomor                                                                             | Sieg / TKO 1. Runde                       |
| 2015                                                                         | 13. Juni      | Vaasa Areena, Vaasa, Finnland                        | Beqa Lobjanidze                                                                           | Sieg / KO 3. Runde                        |
| 2015                                                                         | 19. Dezember  | Hartwall Arena, Helsinki, Finnland                   | Franz Rill vakante EBU-Europameisterschaft vakante IBF-International-Weltmeisterschaft    | Punktsieg (einstimmig) / 12 Runden        |
| 2016                                                                         | 2. April      | Hartwall Arena, Helsinki, Finnland                   | Johann Duhaupas WBC-Silver-Meisterschaft                                                  | Niederlage / KO 6. Runde                  |
| 2016                                                                         | 10. September | Baltichallen, Mariehamn, Finnland                    | Konstantin Airich                                                                         | Sieg / KO 1. Runde                        |
| 2016                                                                         | 17. Dezember  | Hartwall Arena, Helsinki, Finnland                   | Gonzalo Omar Basile                                                                       | Sieg / TKO 1. Runde                       |
| 2017                                                                         | 17. Juni      | Kalevi spordihall, Tallinn, Estland                  | Jewgeni Orlow WBC-Silver-Meisterschaft                                                    | Sieg / TKO 6. Runde                       |
| 2017                                                                         | 28. Oktober   | Principality Stadium, Cardiff, Wales                 | Dillian Whyte WBC-Silver-Meisterschaft                                                    | Punktniederlage (einstimmig) / 12. Runden |
| 2018                                                                         | 17. März      | Rakvere Spordikeskus, Rakvere, Estland               | Juri Bychautsou                                                                           | Punktsieg (mehrstimmig) / 8 Runden        |
| 2018                                                                         | 11. August    | Operastage, Savonlinna, Finnland                     | Juri Bychautsou                                                                           | Punktsieg (einstimmig) / 6 Runden         |
| 2018                                                                         | 29. September | Ritter-Sport-Stadion Waldenbuch, Deutschland         | Erkan Teper                                                                               | Sieg / KO 8. Runde                        |
| 2019                                                                         | 13. Juli      | Armory, Minneapolis, USA                             | Gerald Washington                                                                         | Niederlage / KO 8. Runde                  |
| 2019                                                                         | 30. November  | Vaba Lava, Narva, Estland                            | Mateus Roberto Osorio                                                                     | Sieg / TKO 2. Runde                       |
| 2020                                                                         | 7. März       | Barclays Center, Brooklyn, USA                       | Adam Kownacki                                                                             | Sieg / TKO 4. Runde                       |
| 2021                                                                         | 9. Oktober    | T-Mobile Arena, Las Vegas, USA                       | Adam Kownacki                                                                             | Sieg / TKO 6. Runde                       |
| 2022                                                                         | 15. Oktober   | Barclays Center, Brooklyn, USA                       | Deontay Wilder                                                                            | Niederlage / KO 1. Runde                  |
| 2023                                                                         | 5. August     | Savonlinna, Finnland                                 | Mika Mielonen                                                                             | Sieg / TKO 3. Runde                       |
| 2023                                                                         | 12. August    | The O2 Arena, London, England                        | Anthony Joshua                                                                            | Niederlage / KO 7. Runde                  |
| (Quelle: Robert Helenius in der BoxRec-Datenbank)                            |               |                                                      |                                                                                           |                                           |

## Privates
Robert Helenius, der neben der finnischen auch die schwedische Staatsbürgerschaft besitzt, lebt zusammen mit seiner Verlobten und seinen drei Kindern in der Gemeinde Lumparland, Åland, und ist mit seiner Familie auf einer im Juni 2014 erschienenen Briefmarke von Posten Åland abgebildet.